# Położenie poprzeczne płodu
Położenie poprzeczne płodu – położenie płodu, w którym długa oś ciała płodu i oś kanału rodnego są prostopadłe do siebie, a także każde położenie, będące odchyleniem od położenia podłużnego. Podczas porodu jest położeniem nieprawidłowym, z którego nie może się samoistnie urodzić żywy płód, i stanowi niebezpieczne powikłanie dla matki i płodu. Wiąże się z dużym ryzykiem przedwczesnego pęknięcia pęcherza płodowego, dystocji barkowej, pęknięcia macicy. 

## Epidemiologia
Położenia poprzeczne i skośne razem stanowią około 0,5–1% położeń płodu.

## Rozpoznanie
W badaniu zewnętrznym położenie poprzeczne rozpoznaje się na podstawie:
- poprzecznie owalnego zarysu brzucha zamiast podłużnie owalnego
- zbyt niskiego położenia dna macicy w stosunku do wieku ciążowego
- niestwierdzenia części przodującej nad wchodem za pomocą chwytów Leopolda
- wybadania główki lub pośladków po bokach macicy, wybadania części drobnych na linii pępka

Pewne rozpoznanie położenia poprzecznego możliwe jest w badaniu ultrasonograficznym.

## Przebieg porodu
W pierwszej fazie I okresu porodu (zanim pęknie pęcherz płodowy) nie ma zagrożenia ani dla matki, ani dla płodu. Pojawia się ono w drugiej fazie I okresu porodu i wiąże się z bardzo częstym wypadaniem części drobnych płodu przez ujście zewnętrzne macicy. Często dochodzi też do obkurczania się macicy na płodzie. Faza II porodu w położeniu poprzecznym jest już fazą zagrożenia; jest to położenie poprzeczne zaniedbane. Macica obkurczając się na płodzie zgina część szyjną kręgosłupa, zbliża główkę do miednicy, a bark wtłacza do wchodu. Dochodzi do obumarcia płodu i pęknięcia macicy, o ile wcześniej nie rozwiąże się ciąży cięciem cesarskim.
W zaniedbanym położeniu poprzecznym, przy odpowiednich warunkach (obszernej miednicy, zmacerowaniu płodu) historycznie dochodziło do samoistnego zwinięcia się płodu, w jednym z trzech mechanizmów:
- samoistne zwinięcie się płodu sposobem Douglasa: najpierw rodzi się bark przedni, potem lędźwie, pośladki, bark tylny i główka;
- samoistne zwinięcie się płodu sposobem Denmana: nad wchodem następuje scyzorykowate zgięcie ciała płodu, rodzą się pośladki a potem reszta ciała;
- samoistne zwinięcie się płodu zdwojonym ciałem.

## Postępowanie
Obecnie poza nielicznymi wyjątkami położenie poprzeczne rozwiązuje się cięciem cesarskim.